# برهان پیامد
برهان پیامد که پیتر ون اینواگن آن را معرفی کرده است، برهانی است علیه سازگارگرایی. مطابق این برهان، اگر کنشگران هیچ کنترلی بر امور گذشته نداشته باشند، بر پیامدهای آن امور هم هیچ کنترلی نخواهند داشت. دانشنامهٔ فلسفهٔ استنفورد، روایتی از این برهان را در قالب قیاس منطقی به صورت زیر عرضه کرده‌است:
1. هیچ‌کسی بر رخدادهای گذشته و قوانین طبیعت کنترلی ندارد.
2. رخدادهای گذشته و قوانین طبیعت موجب هر رویدادی در آینده هستند (به عبارتی تعیّن گرایی صادق است).
3. بنابراین هیچ‌کسی بر رخدادهای آینده کنترلی ندارد.

سخن خود ون اینواگن، در «جستاری در باب ارادهٔ آزاد» از این قرار است:
اگر تعیّن گرایی صادق باشد، در اینصورت اعمال ما پیامد قوانین طبیعت و رخدادهایی در گذشته‌های دورند. اما آنچه پیش از تولد ما روی داده‌ است، وابسته به ما نبوده‌است، همچنین است قوانین طبیعت. از این رو پیامدهای این امور (از جمله اعمال حال حاضر ما) وابسته به ما نیستند. (ص. ۵۶)